# René L'Hermitte
Pour les articles homonymes, voir L'Hermitte.
René L'Hermitte est un journaliste et un professeur des universités français, membre de  la Résistance  et du Parti communiste français puis expert en linguistique, spécialiste notamment de linguistique russe.

## Biographie

### Jeunesse et Résistance
René L'Hermitte est né en 1918. Il est le fils d'un tourneur-ajusteur blessé de guerre et de Germaine Cheychené. Sa mère décède alors qu'il n'avait que dix-huit mois. Il commence sa carrière comme jeune instituteur à Gagny (Seine-et-Oise) après avoir été major de sa promotion à l'école normale, puis quitte l'enseignement pendant la guerre pour entrer travailler comme traducteur à la préfecture de police, poste qui lui permet de récolter des informations et d'aider la Résistance. Son ami Paul Couesnon est alors exécuté par erreur par la Résistance communiste.

### Procès Pétain
Il entre ensuite au journal L'Humanité comme reporter, en août 1944 et y restera près de huit ans. 
À partir de l'été 1945, il suit quotidiennement pour L'Humanité les trois semaines du grand procès de Philippe Pétain et relève aussi qu’aucune femme ne figure dans le jury, les avocats de Pétain ayant récusé Lucie Aubrac et Mme Picard-Moch. Il y observe que les débats à l'audience du procès soulignent les accointances de Philippe Pétain avec les militants fascistes alors qu’il n’était encore qu’ambassadeur auprès du général Franco. 

### Guerre d'Indochine
Le quotidien communiste l'envoie en Indochine, où Hô Chi Minh vient de répéter sa conviction qu'une paix est possible, le 4 janvier 1947, par un câble au gouvernement français, puis dans un message au général Leclerc lors d'une allocution radiodiffusée.
Il répète et explique ce message quand René L'Hermitte l'interviewe,, au moment du voyage sur place du ministre de la France d'Outre-mer, Marius Moutet, trois semaines après le soulèvement du Vietminh contre les forces françaises à Hanoï le 17 décembre 1947, qui est dramatisé par la presse de droite mais relativisé par la Gauche, amenant Léon Blum à maintenir les contacts avec Hô Chi Minh.
Marius Moutet change alors de position au contact des responsables français à Hanoï et L'Humanité l'accuse de trahir la politique du gouvernement de Léon Blum dont il est pour autant membre, en particulier lorsqu'il exclut désormais tout contact avec toute personne du parti de Hô Chi Minh. La crise est telle que Léon Blum éclate en sanglots dans les locaux du quotidien socialiste Le Populaire.
Le jeune journaliste avertit dans ses reportages de L'Humanité que la population est avec Hô Chi Minh et qu'une vraie guerre détruirait les possibilités de dialogue ultérieur. Reconduit dans le Paul Ramadier le 22 janvier, Marius Moutet va cependant négocier avec Ho Chi Minh et fonder le Fonds d’investissement pour le développement économique et social des territoires d’Outre-mer (FIDES).
Puis René L'Hermitte rencontre un officier dénonçant des tortures contre des prisonniers Viet-minh, dont il obtient le témoignage. A cette fin, il rédige un article, dans le journal l'humanité qui sera publié le 22 mars 1947, intitulé " Le carnet de route d'un officier français au Vietnam". L'officier dont il est question se nomme Pierre-Alban Thomas, alors sous-lieutenant, ancien  Résistant, chef du maquis de Saint Aignan sur Cher (41) en 1944 puis officier dans la 1ère Armée. Il réalise aussi une série d'interviews avec des combattants vietnamiens cachés dans les maquis. 
Il est un des premiers journalistes à écrire, dès le 11 mai 1947, dans les colonnes de L'Humanité qu'en Indochine « plus que jamais , la solution militaire s'avère impossible », six jours après l'expulsion, le 5 mai 1947, des ministres PCF du le gouvernement. 
René L'Hermitte sera peu après l'un des premiers à parler de « sale guerre », en titre d'un de ses articles, le 16 janvier 1949[source insuffisante].

### Grève des dockers et Moscou
Par la suite, René L'Hermitte couvre fin 1949 les premières manifestations de rues et des refus de chargement d’armes, à Dunkerque et Marseille, qui débouchent sur une longue grève des dockers. Reporter ensuite à Belgrade, il devient peu après pendant deux années (1949-1950), correspondant officiel de L'Humanité à Moscou. Son activité à Moscou ne semble pas avoir convenu à ses interlocuteurs français et soviétiques car, sur fond de rumeur sur la nature de son engagement dans la Résistance, il perdit son poste à l’Humanité et dut revenir dans l’enseignement. Il avait une licence d'allemand et une autre de russe. Maître auxiliaire d'allemand, il obtient le capes puis l'agrégation de russe en 1955 ce qui lui permet de devenir professeur à Lille, puis de 1956 à 1964 au prestigieux lycée Condorcet de Paris.

### Recherches en linguistique et en histoire
Il lance en 1952 une chronique bibliographique, dans le bulletin de la Société de linguistique de Paris, et assure sa rédaction pendant environ quarante ans. C'est lui qui fait connaître au public français Viktor Nekrassov, par les traductions de la Ville natale, Carnets d'un badaud et Dans les tranchées de Stalingrad,. Il a notamment fait connaître les travaux de Sebastian K. Shaumjan qui, dès 1952, a (ré)introduit les travaux de Jakobson et Troubeskoï en URSS, et suscité de ce fait de violentes controverses.
Membre du comité de lecture la Revue des études slaves, l'ex-journaliste est aussi remarqué pour des ouvrages didactiques (Éléments de grammaire générale du russe, 1989). Sa thèse est consacrée, en 1978 à l'Institut d'études slaves, à la Phrase nominale en russe , où il analyse l’absence du verbe « être » au présent en russe. Assistant à la Sorbonne, il y devient maître de conférences puis professeur.
Devenu spécialiste de l'histoire de la linguistique, il publie le premier ouvrage français sur le courant dit « marriste ». Il est par ailleurs l'auteur de deux recherches historiques, l'une sur les rapports de Staline avec l’Allemagne en mai 1941 et l'autre sur l'histoire du Komintern pendant les années 1939-1943